# هزاره‌گرایی
هِزاره‌گرایی (به انگلیسی: Millennialism) باوری است که برخی از فرقه‌های دینی، جنبش‌های مدنی و سیاسی ترویج می‌شود مطرح کرده‌اند که پیش از روز حساب و یک عصر طلایی یا بهشت زمینی رخ خواهد داد که وضعیت و حالت ابدی روی زمین تا روز حساب خواهد بود.
مسیحیت، یهودیت و اسلام هر سه جنبش‌های آخرالزمانه و منجی‌گرایانه‌ای را به همراه داشته‌اند که بر این پایه بنا شده که پادشاهی خدایانه‌ای روی زمین به زودی رخ خواهد داد. جنبش‌های هزاره‌گرایانه اغلب به ناآرامی‌های اجتماعی قابل توجهی انجامیده‌است. این جنبش‌ها به تغییرات اساسی در جامعه پس از یک فاجعه بزرگ یا رویداد دگرگون‌کننده اعتقاد دارند.
شباهت‌هایی به هزاره‌گرایی در آیین مزدیسنا که دین منسوب به آموزه‌های زرتشتی است دیده می‌شود که در آن دوره‌های هزار ساله پشت سر هم مشخص شده‌اند که هر یک به فاجعه‌ای از بدعت و نابودی پایان می‌یابد تا این که نابودی نهایی شیطان و روح شر توسط پادشاه پیروز صورت گرفته و صلح در پایان آخرین عصر هزاره به دست آید. «سپس سوشیانت موجودات را دوباره پاک می‌سازد و رستاخیز و وجود آینده رخ می‌دهد» (زنده وهومن یشت ۳:۶۲).
محققان همچنین جنبش‌های مختلف اجتماعی و سیاسی دیگر، اعم از مذهبی و سکولار را به استعاره‌های هزاره‌گرایانه مرتبط می‌دانند.

## مسیحیت
بیشتر تفکر هزاره‌گرایی مسیحی مبتنی بر کتاب مکاشفه به ویژه مکاشفه ۲۰ است که رؤیای فرشته‌ای را توصیف می‌کند که با زنجیره‌ای بزرگ و کلیدی به گودالی بی‌انتها از آسمان فرود آمد و شیطان را اسیر کرد و او را برای هزار سال به زندان انداخت:
 که گواهی داد به کلام خدا و به شهادت عیسی مسیح در اموری که دیده بود. خوشا بحال کسی که می‌خواند و آنانی که می‌شنوند کلام این نبوّت را، و آنچه در این مکتوب است نگاه می‌دارند، چونکه وقت نزدیک است.— مکاشفه 20:2-3
سپس کتاب مکاشفه مجموعه‌ای از قضات را توصیف می‌کند که بر تخت‌ها نشسته‌اند، و همچنین رؤیای یوحنا از روح کسانی که به خاطر شهادتشان به نفع عیسی و نپذیرفتن نشان وحش، سر بریده شدند. این روح‌ها:
 یوحنّا، به هفت کلیسایی که در آسیا هستند: فیض و سلامتی بر شما باد: از او که هست و بود و می‌آید؛ و از هفت روح که پیش تخت وی هستند؛ و از عیسی مسیح که شاهد امین و نخست‌زادهٔ از مردگان و رئیس پادشاهان جهان است. مر او را که ما را محبّت می‌نماید و ما را از گناهان ما به خون خود شست، و ما را نزد خدا و پدر خود، پادشاهان و کهنه ساخت؛ او را جلال و توانایی باد تا ابدالآباد. آمین.— مکاشفه 20:4-6

## یهودیت
تفکر هزاره برای اولین بار در ادبیات آخرالزمانی یهودی در دوره پرآشوب معبد دوم ظهور کرد، گرشوم شولم آموزه‌های هزاره‌گرایانه یهودی قرون وسطی و اوایل مدرن را در کتاب خود Sabbatai Sevi، مسیح عرفانی، که بر جنبش قرن هفدهم متمرکز بر مسیحیت خودخوانده (۱۶۴۸) Sabbatai Zevi (–) متمرکز است، نشان می‌دهد.

## بهائیت
بهاءالله در کتاب ایقان بیان کرده که خداوند حدوداً هر هزار سال یک بار «شهر خدا» را تجدید می‌کند، و به‌طور ویژه بیان کرده که تجلی جدیدی از خداوند در عرض ۱۰۰۰ سال (۱۸۵۲–۲۸۵۲ د. م) از دوره بهاءالله که در انگلیسی با نام Dispensation شناخته می‌شود ظاهر نخواهد شد. اما اعتبار پیام حضرت بهاءالله می‌تواند تا ۵۰۰٫۰۰۰ سال دوام داشته باشد.

## جنبش‌های اجتماعی
جنبش‌های اجتماعی هزاره نیازی به یک پایه مذهبی ندارند، اما حتماً نیاز به دیدی آخرالزمانی دارند که می‌تواند آرمان‌شهری یا ویران‌شهری باشد. کسانی که با جنبش‌های اجتماعی هزاره مرتبط هستند، «مستعد خشونت هستند» با انواع خاصی از هزاره‌گرایی مرتبط با خشونت. در هزاره گرایی مترقی، «تغییر نظم اجتماعی تدریجی است و انسان‌ها در پرورش آن دگرگونی نقش دارند». هزاره گرایی فاجعه‌آمیز «نظم اجتماعی کنونی را فاسد ناپذیر می‌داند و نابودی کامل این نظم به عنوان مقدمه ای برای ایجاد نظمی جدید و خداپسندانه ضروری است». با این حال، پیوند بین هزاره گرایی و خشونت ممکن است مشکل ساز باشد، زیرا جنبش‌های مذهبی جدید ممکن است با گذشت زمان از دیدگاه فاجعه آمیز دور شوند.

### نازیسم
بحث‌برانگیزترین تفسیر از فلسفه سه عصر و به‌طور کلی هزاره‌گرایی شامل " رایش سوم " آدولف هیتلر (Drittes Reich) است که در بینش او هزار سال آینده (Tausendjähriges Reich) ادامه خواهد داشت اما در نهایت تنها ۱۲ سال (۱۹۳۳–۱۹۴۵) دوام آورد.
متفکر آلمانی آرتور مولر ون دن بروک عبارت «رایش سوم» را ابداع کرد و در سال ۱۹۲۳ کتابی با عنوان "داس دریت رایش" منتشر کرد. او با نگاهی به تاریخ آلمان، دو دوره مجزا را متمایز کرد و آنها را با عصر یواخیم فیوره، الهی‌دان ایتالیایی قرن دوازدهم، شناسایی کرد:
- امپراتوری مقدس روم (شروع با شارلمانی در سال ۸۰۰ پس از میلاد): «اول رایش»، عصر پدر و
- امپراتوری آلمان، تحت دودمان هوهن‌تسولرن (۱۸۷۱–۱۹۱۸): «رایش دوم»، عصر پسر.

پس از فاصله زمانی جمهوری وایمار (۱۹۱۸ به بعد) که در طی آن مشروطیت، پارلمانتاریسم و حتی صلح‌طلبی حاکم شد، این موارد بعد از آن قرار بود:
- «رایش سوم»، عصر روح القدس

اگرچه ون دن بروک هنگام ملاقات با هیتلر در سال ۱۹۲۲ تحت تأثیر قرار نگرفت و به حزب نازی نپیوست، با این وجود نازی‌ها اصطلاح «رایش سوم» را برای برچسب زدن به دولت توتالیتری که می‌خواستند پس از به دست آوردن قدرت برپا کنند، به کار گرفتند و موفق شدند. اما بعداً مقامات نازی در تابستان ۱۹۳۹ استفاده غیررسمی از «رایش سوم» را در مطبوعات آلمان ممنوع کردند و به آن دستور دادند تا از اصطلاحات رسمی تری مانند «رایش آلمان»، «رایش آلمان بزرگ» و «ناسیونال سوسیالیست» استفاده کند. آلمان" منحصراً.
در اوایل دوره رایش سوم، بسیاری از آلمانی‌ها هیتلر را مسیح آلمانی می‌نامیدند، به‌ویژه زمانی که او در راهپیمایی‌های نورنبرگ برگزار می‌کرد. که هر سال (۱۹۳۳–۱۹۳۸) در تاریخی کمی قبل از اعتدال پاییزی در نورنبرگ، آلمان برگزار می‌شود.
در سخنرانی در ۲۷ نوامبر ۱۹۳۷، هیتلر در مورد برنامه‌های خود برای تخریب و بازسازی بخش‌های عمده برلین توضیح داد: